# لویس شاوب
لویس شاوب (انگلیسی: Louis Schaub؛ زادهٔ ۲۹ دسامبر ۱۹۹۴) بازیکن فوتبال اهل اتریش است.
از باشگاه‌هایی که در آن بازی کرده‌است می‌توان به باشگاه فوتبال راپید وین و باشگاه فوتبال آدمیرا واکر مودلینگ اشاره کرد.
وی همچنین در تیم‌های ملی فوتبال اتریش، زیر ۲۱ سال اتریش، و اتریش بازی کرده‌است.